# ADM (motorfiets)
ADM is de afkorting van Auf der Maur, een klein motorfietsfabriekje van Charles Auf der Maur, dat vanaf 1978 een 500 cc tweetakt viercilinder lijnmotor van Yamaha doorontwikkelde.
Zijspan-racer Rolf Biland zou met de eerste machine in de 500cc-solo-klasse starten. Uiteindelijk werd de machine in 1983 bereden door Andreas Hofmann. ADM had zich een extra probleem op de hals gehaald door de machine van 16-inch velgen te voorzien, een maat waarvoor banden vrijwel niet te krijgen waren. ADM-blokken waren succesvol gebruikt in de zijspanrace.